# Culicoides odiatus
Culicoides odiatus är en tvåvingeart som beskrevs av Austen 1921. Culicoides odiatus ingår i släktet Culicoides och familjen svidknott. Inga underarter finns listade i Catalogue of Life.